# GUILTY GEAR XX
『GUILTY GEAR XX [The Midnight Carnival]』（ギルティギア イグゼクス ザ・ミッドナイト・カーニバル）は、2002年にアークシステムワークスが製作・サミーが販売したアーケードゲーム。ジャンルは対戦型格闘ゲーム。GUILTY GEARシリーズ3番目の作品である。一般的な略称はGGXX。

## 概要
前作『GUILTY GEAR X』から4人の新キャラクターや「サイクバースト」などの新しいシステムを追加した作品。前作を凌ぐスタイリッシュなデモの演出、凝りに凝ったスプライトアニメーションのオープニングなど、この作品で新たなGGファンを開拓した。またBGMが、生バンドによる演奏となりこの為に結成された、バンドのA.S.H.はイベントへの出演のほか単独ライブまで敢行しており、『月刊アルカディア』が主催する対戦格闘ゲーム大会の「闘劇」のテーマ曲も担当した。
キャラクターの追加やゲームバランスの調整などが行われたマイナーチェンジ版として『#RELOAD』、『SLASH』、『ACCENT CORE』の3作品が発表されており、各バージョンごとに毎年のペースで闘劇をはじめとして数々の全国規模の大会が行われているなど、ゲームセンターでの対戦ツールとしてもロングランヒットとなった。

## ストーリー
（公式設定のストーリーは存在しないため、ここでは家庭用のストーリーモードを集約した物を紹介する）
ディズィーの事件から数週間後、聖戦を裏で操っていたと思われる組織「終戦管理局」がロボカイを使い、世界中にいる戦士達の調査、抹殺、捕獲を目的に動き出した。これをいち早く察知した吸血鬼の末裔・スレイヤーはこの事を戦士達に伝えるべく各地を移動。一方ギアを生み出した「あの男」に仕える女性・イノは独断で「あの男の計画」の邪魔になりそうな人物を排除、もしくは利用する為に動き出す。

## 調整版

### GUILTY GEAR XX #RELOAD
家庭用から独自の新規システムを搭載したロボカイを追加したバランス調整版である『GUILTY GEAR XX #RELOAD』（ギルティギア イグゼクス シャープリロード）が登場した。発売初期のバージョンではバグやキャラクターの調整不足が発覚したため、対戦バランス改善などを望むファンによる署名活動が起こり、新たな調整バージョンを無償配布することとなった（詳細は後述）。
調整の方向性として、『XX』で強力だった部分に下方修正を加えたものの、他の弱かった部分・目立たなかった部分に上方修正を加え、キャラクター間の差を無くそうとしたことが挙げられる。また、選択できるキャラクターカラーの一新や、サイクバーストゲージやフォースロマンキャンセルのグラフィック、ダストアタックヒット時の背景グラフィックなどが変更されている。
PS2版はバージョンアップ版ということで値段は定価3980円と他のソフトに比べて安価であった（ただし、PS2版のみストーリーモードは未収録）。Xbox版にはネット対戦機能が追加されている。メディアカイトから発売されたWindows版は標準ではネットワーク対戦機能は無いが、有志による外部ソフトとしてネット対戦ツールが公開されている。
Steam版（Windows対応）は英語版『GUILTY GEAR X2 #RELOAD』を配信（ボイスのみ日本語）。標準ではネットワーク対戦には対応していない。2016年8月1日に販売休止後、2017年1月10日よりパブリッシャーをアークシステムワークスに変更して販売再開。

#### 2つの#RELOAD
『GUILTY GEAR XX #RELOAD』は2種類存在しており、タイトル画面の#RELOADの文字の色が赤いものと青いものがある。『GUILTY GEAR XX』の後、先に調整版として発売されたのが通称「赤リロ」と呼ばれるバージョンで、いくつかの問題が発生した。
- 特定のキャラクターがあまりにも強化、または弱体化され過ぎている
- 特定キャラクター同士で対戦するとフリーズを起こす
- 連続技の途中で処理落ちが起きる
- ファウストにキャラクター限定の永久連続技が存在する
- ロボカイにバグが存在する

といったものであり、プレイヤーによってネットを通じて署名運動が行われた。これを受けて、さらにバランス調整を行った通称「青リロ」が配布されたことにより上記の問題点は解決された。なお、メーカーがプレイヤーの声を受け、再調整版を配布するという事は当時では非常に珍しい事だった。

### GUILTY GEAR XX / -SLASH-
セガとサミーの経営統合に伴うサミーのゲーム部門の委託のため、本作では販売元がセガとなっている。
『#RELOAD』のバランスを更に調整&一部キャラクターに新技、フォースロマンキャンセル対応技を追加、追加キャラクターとして『ISUKA』にも登場したA.B.Aと新規キャラクターである聖騎士団ソルを追加した『GUILTY GEAR XX / -SLASH-』（ギルティギア イグゼクス スラッシュ）が登場した。
『SLASH』は前作での教訓を得てか、約半年近くロケテストを行い入念なチェックが施された。調整の特徴は『#RELOAD』で強力だったキャラクターを弱く（特にエディやロボカイ）、弱かったキャラクターを強化したこと（カイや闇慈など）。全体的な変更点としては、ゲームスピードがやや上がったこと、技のダメージが減少したこと、テンションゲージが溜まりやすくなったことが挙げられる。
また本作からCPUが上級者の戦法を取り入れ、積極的に（フォース）ロマンキャンセル、またはそれらを駆使した連続技を使ってくるようになった。
PS2版では前作の評判を受け、『#RELOAD』性能のキャラも使えるようになっている。またキャラクターが自分の口調で各モードを紹介するヘルプテキストが搭載された。
セガダイレクト限定の予約特典として「Absolute GUILTY GEAR Chronicle」と題した特典DVDが付属。これまでに発表された全シリーズの解説や、有名プレイヤーによる対戦動画を収録している。
PSPで発売された『GUILTY GEAR JUDGMENT』には特典として本作の移植版が収録されている。

### GUILTY GEAR XX Λ CORE -ACCENT CORE-
-SLASH-のバージョンアップ版の『GUILTY GEAR XX Λ CORE -ACCENT CORE-』（ギルティギア イグゼクス アクセントコア）が登場した。アクセントのAは音楽記号のアクセントで表される（雑誌等ではギリシャ文字のΛ（ラムダ）を使用）。
キャッチコピーは以下の通り。
- 「選べ。道を開けるか、くたばるか」（アーケード）
- 「久しぶりだな、決着（ケリ）を着けようぜ」（PS2）
- 「燃やせ!戦場（ACCENT）、極大な闘戦（CORE）」（PS2）
- 「戦いは、その手に託された」（Wii）

本作からアークシステムワークス単独での製作・販売となった。
新規キャラクターこそいないものの、「フォースブレイク」や「スラッシュバック」、「投げ抜け」といった新たなシステムが追加され、オープニングムービーやグラフィックデザイン、イラストやステージなどを一新し、キャラクターボイスも新規収録したものを使用するなど、ほぼ新作同様の変化・進化を遂げている。調整のコンセプトは「GGXへの回帰」「全キャラクターのアッパー調整」と非常に攻撃面が強調されている。
アーケードモードはCPUの難易度が、前作の『SLASH』よりも上がっており、連続技を積極的に決めてくるようになった。また第10ステージのボスであるイノ戦に限り、一撃必殺技が使用不可能となっている。また特定の条件を満たした場合に限り、聖騎士団ソルが隠しボスとして登場する。
また稼動前に公式サイト上で、過去のシリーズで使われたキャラクターカラーの人気投票が行われた。この時上位だったカラーは製品版で「EXカラー」として、スタートボタン押しっぱなしでキャラを選択することで使うことが出来る。家庭用版では『#RELOAD』と『SLASH』のEXカラー計8色が選べるが、これに伴い、数名のキャラのみ同色対戦ができてしまうという事態になっている。
メインビジュアルについては、ソルとカイの密着度が高いので話題を呼んだ。『ギルティギアのWebラジオかもしれない』の第12回放送で、ゼネラルディレクターの石渡太輔は「ショックが欲しかった」と語っている。同ラジオのプレゼントコーナーでは「ソルカイのいちゃいちゃしているポスターくれよ」の名で募集していた。
家庭用では、初代『GG』と『GGX』性能のキャラが使える。また、ロボカイやアバ、聖騎士団ソルといった後から追加されたキャラも『GG』、『GGX』性能を選択できる。また全キャラのGG性能モードに初代『GG』のシステムである「殺界」が使用可能。
恒例だったミッションモードと隠しキャラクター（クリフとジャスティス）は削除され、ヘルプテキストやストーリーモードも未収録となっている。
Wii版では、Wiiリモコンとヌンチャクを振り回す事で必殺技を発動できるなど特殊な操作方法が追加された。
PS2版の初回特典はフラッシュパネルキーホルダー（絵柄はAC版のメインビジュアル）。

#### PS2版に関する反響
PS2版では大量のバグや不具合が発見され、アークシステムワークス公式ブログ（現在は閉鎖）に会社に対する非難が寄せられたり、修正版製作を要求する署名活動が起こるなど、大きな波紋を呼んだ。具体的には動作中のフリーズ、PS2本体の故障、メモリーカードのデータ損壊、一部キャラクターの性能が違う、特定BGMが発生しない、対戦前の会話が成立していない、アーケード版であった誤字が未修正、などが確認されている。なお北米版に関してはこれらのバグは修正されている。
この問題が原因で、一部の中古ゲーム販売店では買取不可となっていたが、2007年7月18日になって「アーケード版の完全移植をご希望されていたお客様には満足頂けない製品と判断」という理由で、追加生産をしないことが公式発表された（流通在庫も回収している模様）。改善版の制作については「より多くのお客様にご満足いただける商品の制作を検討」と発表された。後にGUILTY GEAR XX Λ CORE PLUSが発売された。

### GUILTY GEAR XX Λ CORE PLUS
Λ CORE -ACCENT CORE-のバージョンアップ版の『GUILTY GEAR XX Λ CORE PLUS -ACCENT CORE PLUS-』（ギルティギア イグゼクス アクセントコア プラス）が登場した。2008年3月27日発売。PS2版は通常版、アペンド版の2種類が発売された。アペンド版は初回起動時のみ前作のディスク認証が必要（前作からのデータ引き継ぎなどは無い）。
海外ではPS2版、PSP版の他にWii版も発売されている。PSP版はPlayStation Storeでも2800円で配信されている。
家庭用Λ COREでは未収録であったクリフ&ジャスティスが使用キャラとして復活し、ミッションモード、ストーリーモード、サバイバルモードも収録（USA版ではさらにチームバトルモードも収録。）ストーリーモードでは今までシナリオを担当していた海法紀光から、『Devil May Cry』シリーズのシナリオを担当した森橋ビンゴに、またソルの声優が花田光から中田譲治に変更されている。またソルと聖騎士団ソルの声を、石渡か中田から選択することができる（ただしストーリーモードの会話パートは中田）。
ジャケットは通常版が聖騎士団ソルとカイ、アペンド版がクリフとジャスティス。
また、一部のEXキャラにはフォースブレイク、フォースロマンキャンセル対応技が増えていたりと変更が加えられている。またGGモードでは全キャラにチャージシステムが追加され、チャージを行うとテンションゲージが溜まる。
2012年10月24日にはXbox 360（Xbox Live Arcade）で、11月1日にPlayStation 3（PlayStation Network）にてダウンロード版が配信。2013年8月7日からは後述の『GUILTY GEAR XX ΛCORE PLUS R』に準じたゲームバランスを選択可能になる無料アップデートが行われた。ゲームオプションでVERSIONを「AC+R」に変更すると適用される。

### GUILTY GEAR XX Λ CORE PLUS R
Λ CORE PLUS -ACCENT CORE PLUS-のバージョンアップ版の『GUILTY GEAR XX Λ CORE PLUS R』（ギルティギア イグゼクス アクセントコア プラス アール）が登場した。「Λ CORE」以来のアーケード版として2012年6月より行われたロケテストを経て、同年9月20日に稼働開始。本作からは「ACCENT」の言葉もタイトルロゴに加わっている。ゲームバランスをさらに調整したほか、長らく家庭用限定キャラだったクリフとジャスティスが初めてアーケード版に登場したことが大きな特徴である。
使用基板は最新のRINGEDGE2を使用し、ALL.Net P-ras MULTIに対応。2013年3月14日からはバージョンアップによりAimeカードによるプレイヤーデータ保存に対応した。
同年3月19日にはPlayStation Vita版（ダウンロード版のみ）、2015年5月27日にはSteam版（Windows対応）も配信開始された。
また、2013年8月7日からは先述のようにXbox 360・PS3版『GUILTY GEAR XX ΛCORE PLUS』にて、『R』に準じたゲームバランスを選択可能になる無料アップデートが行われた。ゲームオプションでVERSIONを「AC+R」に変更すると適用される。